# Nako Mizusawa
Nako Mizusawa (水沢奈子 Mizusawa Nako, n. 1 octombrie 1993, în Prefectura Aichi) este o actriță japoneză.

## Filmografie

### Televiziune
- Garo: Makai Senki (Misao) (2011)
- Sumire 16 sai!! (Sumire Yotsuya) (2008)
- Muse no Kagami (2012)

### Filme
- Akanbo Shojo (Yoko Nanjo) (2008)
- Tokyo Gore School (2009)
- Mai Mai Miracle (Kiiko Shimazu, voice) (2009)
- Listen to My Heart (2009)
- Gantz: Perfect Answer (2011)
- Kishibe-chou Kidan: Tanbou-hen (2012)
- Muse no Kagami (2012)